# 원천로
 원천로(Woncheon-ro)는 전북특별자치도 남원시 도통동 남원대교사거리 에서 남원시 주천면 주천교차로 를 잇는 도로이다.

## 주요 경유지
전북특별자치도
- 남원시 (도통동 . 노암동 . 주천면)

## 노선
| 이름            | 접속 노선     | 소재지        | 소재지        | 비고          |
| 시청로와 직결   | 시청로와 직결 | 시청로와 직결 | 시청로와 직결 | 시청로와 직결 |
| --------------- | ------------- | ------------- | ------------- | ------------- |
| 남원대교사거리  | 요천로        | 남원시        | 도통동        |               |
| 남원대교        |               | 남원시        | 도통동        |               |
|                 | 노암동        | 남원시        |               |               |
| 신촌삼거리      | 소리길        | 남원시        |               |               |
| 주천 교차로     | 정령치로      | 남원시        | 주천면        |               |
| 쑥고개로와 직결 |               |               |               |               |

## 주요 건물및 시설
- HD현대오일뱅크 로얄주유소 (원천로 45/신촌동 402-2)
- S-OIL 지리산가스충전소 (원천로 83/신촌동 247)